# Бучинишу Мик (Олт)
Бучинишу Мик (рум. Bucinișu Mic) насеље је у Румунији у округу Олт у општини Бучинишу. Oпштина се налази на надморској висини од 110 m.

## Становништво
Према подацима из 2002. године у насељу је живело 452 становника, од којих су сви румунске националности.